# Max Reinhardt Seminar

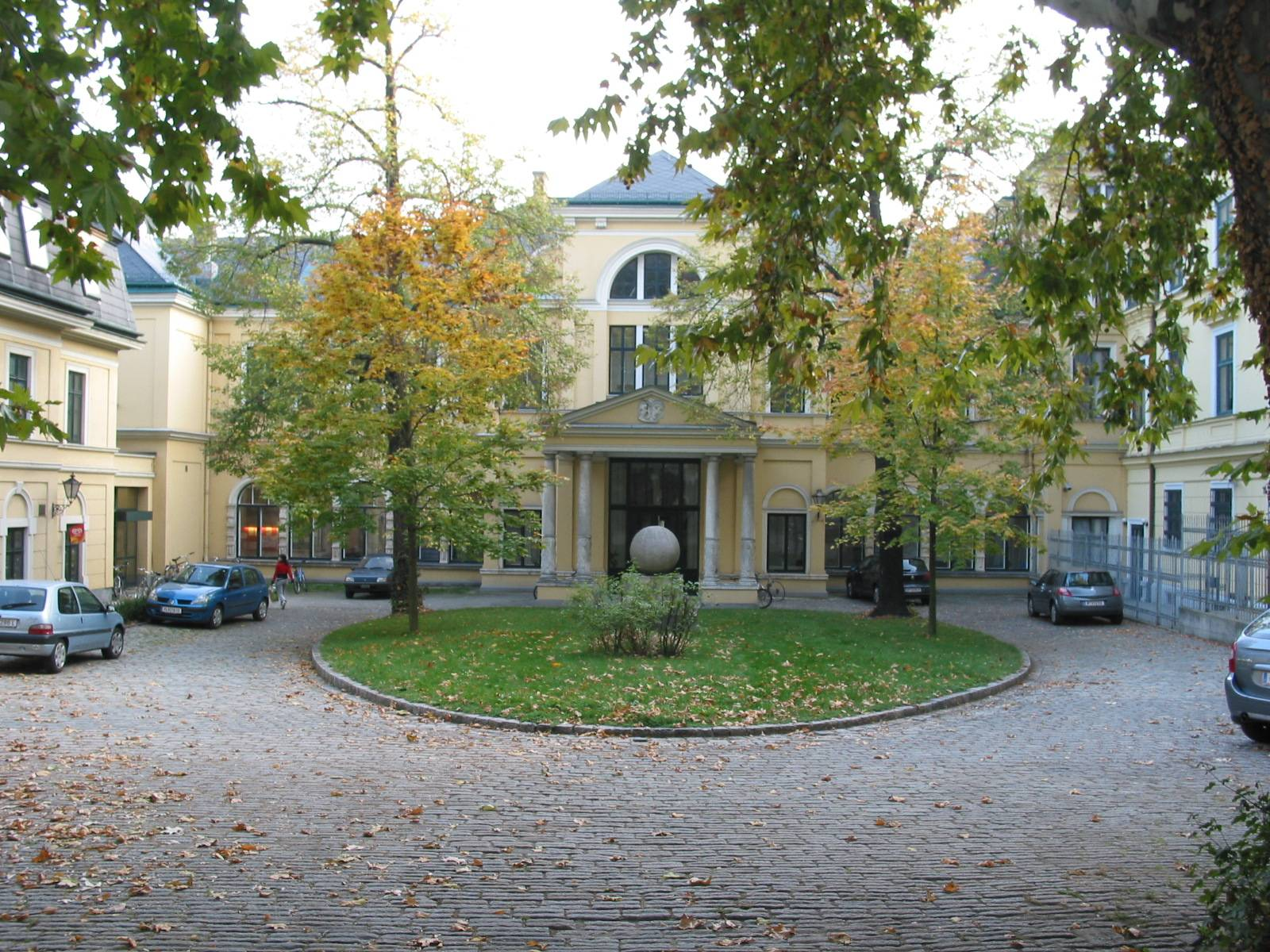
Palais Cumberland, Teil mit dem Reinhardt-Seminar

Das Max Reinhardt Seminar ist eine 1928 von Max Reinhardt gegründete Schauspielschule in Wien und heute Teil der Universität für Musik und darstellende Kunst. Sitz ist das Palais Cumberland in der Penzinger Straße im 14. Bezirk, gegenüber von Schloss Schönbrunn.
Das Seminar bietet ein vierjähriges Studium, das von etwa 40 Lehrenden, darunter vielen bekannten Schauspielern und Regisseuren, geleitet wird. Nach dem zweiten Semester erfolgt die Aufteilung in die Studienzweige Schauspiel und Regie. Während des Studiums wird auch das Schönbrunner Schlosstheater bespielt.

## Geschichte
Am 13. November 1928 wurde im Schlosstheater Schönbrunn von Unterrichtsminister Richard Schmitz (1885–1954) die von Regisseur und Theaterdirektor Max Reinhardt (1873–1943) initiierte Schauspiel- und Regieschule der Fachhochschule für Musik und darstellende Kunst eröffnet. Sitz des unter der Leitung von Reinhardt stehenden Instituts (Reinhardt-Schule), das eine zweijährige Ausbildung anbot, war zunächst das Schlosstheater Schönbrunn, in dem auch Aufführungen stattfanden und das bis heute eine wesentliche Spielstätte geblieben ist.
Das Programm propagierte eine allumfassende Gesamtausbildung, die sich nicht nur auf die konventionelle Ausbildung zum Schauspieler beschränkte: „Auch der künftige Theaterleiter und Regisseur, der Dramaturg und Dramatiker hat im Seminar Gelegenheit, sich mit dem Wesen des Theaters von Heute von Grund auf vertraut zu machen und so in den immer dringender geforderten, lebendigen Zusammenhang mit der Bühne und ihren Notwendigkeiten zu treten. Zugleich werden die Hörer mit den Notwendigkeiten des Films und des Tonfilms vertraut gemacht und erfahren tänzerische, akrobatische und allgemein geisteskritische Ausbildung.“
Die Statuten der Schule (bald offiziell Schauspiel- und Regieseminar genannt) zitierten die von Reinhardt aus Anlass der Aufnahme des Unterrichtsbetriebs am 23. April 1929 in dem (Monate ungenutzt gewesenen) Schönbrunner Schlosstheater gehaltenen Rede: „Raunzen Sie nicht über den Drill in der Kunst, über die Einschränkung der Genialität. Der wirklichen Natur kann nichts geschehen. Sie ist immer bereit und entschlossen, sie nimmt alles auf, was in ihr wachsen kann. Wer für seine Natur zittert, hat keine! Wir sind alle leidenschaftliche Naturliebhaber, Menschenfresser, Feueranbeter. Seien Sie wahr! Wenn Sie gute Komödianten werden wollen, dürfen Sie weder auf der Bühne noch im Leben Komödie spielen. Werden Sie wesentlich!“
Nach der Auflösung der Fachhochschule für Musik und darstellende Kunst mit 1. September 1931 wurde das Seminar als Privatinstitut (Reinhardt-Akademie) weitergeführt; Sitz der Schule war weiterhin das Schlosstheater Schönbrunn.
Direktor des Seminars war von 1930 bis 1938 Emil Geyer (1872–1942), Regisseur und Direktor des Theaters in der Josefstadt. Von dort kamen auch viele Lehrer, die durch ihre Arbeit Max Reinhardt und seinen Idealen verbunden waren, der Schauspieler Hans Thimig, der Autor Joseph Gregor, der Stanislawski-Schüler Iwan Schmith, der Regisseur Paul Kalbeck und der Sprachlehrer Zdenko Kestranek, dazu kamen Friedrich Schreyvogl, Emil Kläger und Erhard Buschbeck. Bühnengestaltung wurde von Alfred Roller und Oskar Strnad unterrichtet, ab 1935 auch von Otto Niedermoser, wobei deren Unterricht in der Akademie für angewandte Kunst abgehalten wurde. Regie lehrten Paul Kalbeck, der spätere Hollywood-Regisseur Otto Preminger und auch Max Reinhardt selbst.
Unter den vielen Gasthörern an Max Reinhardts international orientierter Schule fanden sich neben Engländern und Schweizern auch Russen, Finnen, Schweden, Holländer und Japaner, deren Schulgeld für das Seminar überlebenswichtig war. Es fanden sogar englischsprachige Aufführungen statt, um die Schüler auf eine internationale Karriere vorzubereiten.
Im Studienjahr 1934/1935 wurde unter der Leitung von Alfred Roller und Oskar Strnad eine Abteilung für Bühnengestaltung eingerichtet. Der Lehrplan umfasste Stilkunde in Bau-, Einrichtungs- und Bekleidungswesen, Psychologie der Bühnengestaltung, Beleuchtungswesen, Technik der Bühne, Grundriss- und Detailzeichnen, Modellarbeiten, Malen, Modellieren, Gießen sowie die „Ausführung der Entwürfe der Studierenden in den Werkstätten und Einrichtung auf der Bühne für öffentliche Aufführungen des Seminars“.
Nach dem „Anschluss“ Österreichs mussten die meisten Lehrenden und auch viele Schüler und Absolventen vor der Verfolgung durch die Nationalsozialisten ins Exil flüchten. Die Bezeichnung „Max Reinhardt Seminar“ wurde abgeschafft (der neue Name des Institutes lautete „Schauspiel- und Regieseminar Schönbrunn“) und das Seminar wurde an die Reichshochschule angeschlossen. Leiter des Seminars wurde das NSDAP-Mitglied Hans Niederführ, der 1938 auch für die „Entjudung“ des Seminars verantwortlich war.
1940 übersiedelte das Schauspiel- und Regieseminar in das nahegelegene Palais Cumberland in Wien-Penzing. 1941/42 erhielt es den Namen „Schauspielschule des Burgtheaters“. 1942 wurde der Reinhardt-Schüler und Mitarbeiter Eugen Her(i)bert Kuchenbuch, nach seiner Rückkehr aus seinem Exil in der Türkei (dort Zusammenarbeit mit Paul Hindemith und Alfred Braun), als Professor berufen. Er stand dem Seminar in der Übergangszeit von 1945 als  provisorischer Leiter vor. (Er war u. a. bis 1947 Direktor des Theaters „Die Stephansspieler“). 1945 erfolgte die Wiedereröffnung unter dem Namen „Max Reinhardt Seminar“.
Der heutige Name lautet „Max Reinhardt Seminar“, Institut für Schauspiel- und Schauspielregie. Mit dem 1979/1980 anlässlich des 50-jährigen Jubiläums umgebauten und 2007 auch technisch erneuerten Schlosstheater Schönbrunn, einer neuen Studiobühne (eröffnet 1992), der 2003 neu gestalteten alten Studiobühne im Palais sowie der Arena verfügt das Seminar heute über insgesamt vier Spielstätten.

## Leiter
1945 leitete Hans Thimig das Seminar, danach Oscar Deléglise (1946–1948), Heinz Schulbaur (1948), von 1948 bis 1954 wurde es von Max Reinhardts Witwe Helene Thimig geleitet. Spätere Direktoren waren Hans Niederführ (erneut 1954–1959) und Hans Thimig (erneut 1959–1960), Hans Jaray (1960), Helmut Schwarz (1960–1977), Bruno Dallansky (1977), Walter von Hoesslin (1977–1983), Hermann Kutscher (1983–1989), Nikolaus Windisch-Spoerk (1989–1999), Hubertus Petroll (1999–2002 und erneut 2004–2012), Günther Einbrodt (2002–2004), Hans Hoffer (2012–2014).
Ab Oktober 2014 wurde das Max Reinhardt Seminar erstmals von einem Team geleitet, dem Tamara Metelka, Anna Maria Krassnigg, Peter Roessler und Grazyna Dylag angehörten. Nach dem Rücktritt von Anna Maria Krassnigg kam es 2017 zu einer Neuformierung des Leitungsteams, das nunmehr aus Tamara Metelka, Peter Roessler, Florian Reiners und Grazyna Dylag bestand.
Anfang 2020 trat das Leitungsteam zurück. Ab 1. März 2020 teilten sich Ulrike Sych (geschäftlich) und Maria Happel (künstlerisch) die Leitungsfunktion interimistisch. Im Mai 2020 wurde Maria Happel zur Leiterin des Reinhardt-Seminars ernannt, ihre Stellvertreterin wurde Annette Matzke, seit 2004 Professorin für Sprachgestaltung. Im Juni 2023 trat Happel nach Vorwürfen von Studierenden als Leiterin des Max-Reinhardt-Seminars zurück, interimistisch übernahm bis September 2023 Gerda Müller und ab Oktober 2023 Tamara Metelka die Leitung. Von Rektorin Ulrike Sych wurde ein Team zur Klärung der Vorwürfe eingesetzt, in dem Bericht dieses Teams wurde Happel in weiten Teilen entlastet.
Im Februar 2024 wurde Alexandra Althoff als neue Leiterin vorgestellt.

## Lehrer (Auswahl)
Vera Balser-Eberle, Achim Benning, David Bösch, Klaus Maria Brandauer, Felix Braun, Erhard Buschbeck, Axel Corti, Bruno Dallansky, Walter Davy, Vilma Degischer, Sabine Ebner, Annemarie Düringer, Willy Elmayer, Emil Geyer, Josef Gielen, Joseph Gregor, Artak Grigorjan, Karlheinz Hackl, Günther Haenel, Ernst Haeussermann, Dietrich Haugk, Maria Happel, Walter von Hoesslin, Judith Holzmeister, Cetin Ipekkaya, Hans Jaray, Paul Kalbeck, Emil Kläger, Fritz Klingenbeck, Heinrich Kraus, Eugen Herbert Kuchenbuch, Hans Kudlich, Markus Kupferblum, Fred Liewehr, Klaus Löwitsch, Ernst Lothar, Erni Mangold, Gustav Manker, Elisabeth Markus, Monika Meister, Wolfgang Michael, Samy Molcho, Ellen Müller-Preis, Alfred Neugebauer, Susi Nicoletti, Dominic Oley, Otto Niedermoser, Marcel Prawy, Otto Preminger, Max Reinhardt, Frieda Richard, Alfred Roller, Otto Schenk, Friedrich Schreyvogel, Helmut Schwarz, Albin Skoda, Oskar Strnad, Otto Tausig, Hans Thimig, Helene Thimig, Eduard Volters, Peter Weihs, Eva Zilcher
Weitere Lehrer sind u. a.: Grazyna Dylag, Rosee Riggs, Susanne Granzer, Sonja Hilberger, Michael König, Roland Koch, Regina Fritsch, Nicholas Ofczarek, Janusz Cichocki, Anna Maria Krassnigg, Regina Fritsch, Hubertus Petroll, Tamara Metelka, Annett Matzke, Peter Roessler und István Szabó.
Gastregisseure waren u. a.: Leopold Lindtberg, Heiner Müller, Werner Kraut, Wolfgang Bauer, Otto Tausig, Karl Paryla, Fritz Zecha, Erwin Axer, René Pollesch, Boris von Poser, Thomas Birkmeir, Stephanie Mohr, Philipp Preuss, Hermann Schmidt-Rahmer, Sylvie Rohrer, Klaus Pohl.

## Absolventen (Auswahl)
- Daniel Aichinger
- Peter Alexander
- Therese Affolter
- Brigitte Antonius
- Klaus Bachler
- Anna Badora
- Gabriela Badura
- Gabriel Barylli
- Paul Basonga
- Maria Becker
- Thorsten Becker
- Günther Beelitz
- David Bennent
- Achim Benning
- Senta Berger[18]
- Dieter Berner
- Thomas Birkmeir
- Monika Bleibtreu
- Sebastian Blomberg
- Henriette Blumenau
- Christine Böhm
- Siegfried Breuer jr.
- Herbert Brödl
- Volker Bruch
- Christine Buchegger
- Ingrid Burkhard
- Eric P. Caspar
- Thomas Clemens
- Emily Cox
- Katharina Dalichau
- Bruno Dallansky
- Walter Davy
- Vilma Degischer
- Hans Deppe
- Erika Deutinger
- Marthe Lola Deutschmann
- Timo Dierkes
- Birgit Doll
- Gerti Drassl
- Annemarie Düringer
- Fritz Eckhardt
- Inge Egger
- Sylvia Eisenberger
- Maria Emo
- Eduard Erne
- Peter Eschberg
- Richard Eybner
- Bigi Fischer
- O. W. Fischer
- Bernd Fischerauer
- Albert Fortell
- Emanuela von Frankenberg
- Daniel Fritz
- Christian Futterknecht
- Alexander Goebel
- Hans Gratzer
- Hermann Große-Berg
- Peter Gruber
- Stefan Gubser
- Franziska Hackl
- Doris Harder
- Nicole Heesters
- Ralph Herforth
- Miguel Herz-Kestranek
- Adi Hirschal
- Elisabeth Höbarth
- Philipp Hochmair
- Robert Hochner
- Peter Holliger
- Hans Hollmann
- Christiane Hörbiger
- Maresa Hörbiger
- Paul Hubschmid
- Till Huster
- Hannes Jaenicke
- Helmut Janatsch
- Michael Janisch
- Gerrit Jansen
- Gertraud Jesserer
- Rudolf Jusits
- Fritz Karl
- Götz Kauffmann
- Eva Kerbler
- Alexander Kerst
- Hermann Killmeyer
- Eva Klemt
- Fritz Klingenbeck
- Christian Kohlund
- Inge Konradi
- Hubsi Kramar
- Anna Maria Krassnigg
- Eva Kryll
- Günter Lamprecht
- Walter Langer
- Lotte Ledl
- Ute Lemper
- Fred Liewehr
- Klaus Löwitsch
- Ulli Maier
- Gustav Manker
- Paulus Manker
- Katharina Manker
- Heta Mantscheff
- Ernst Wolfram Marboe
- Heinz Marecek
- Franz Marischka
- Winnie Markus
- Louise Martini
- Johanna Matz
- Bruno Max
- Ernst Meister
- Rudolf Melichar
- Marisa Mell
- Edith Mill
- Marcello de Nardo
- Birgit Minichmayr
- Georg Mittendrein
- Christoph Moosbrugger
- Hans Neuenfels
- Elisabeth Orth
- Dominic Oley
- Christine Ostermayer
- Erich Padalewski
- Gerhard Palder
- Peter Panhans
- Nikolaus Paryla
- Michael Pascher
- Nick Pasveer
- Romuald Pekny
- Erika Pelikowsky
- Maria Perschy
- Gunther Philipp
- Ludger Pistor
- Erika Pluhar
- Eric Pohlmann
- Rudolf Prack
- Helmut Qualtinger (Gast)
- Hortense Raky
- Felix Rech
- Antonia Reininghaus
- Stefanie Reinsperger
- Angelika Richter
- Traute Richter
- Sophie Rois
- Michael Rotschopf
- Klaus Rott
- Sieghardt Rupp
- Nina Sandt
- Hertha Schell
- Thomas Schendel
- Otto Schenk
- Heinz Schimmelpfennig
- Annette Schleiermacher
- Aglaja Schmid
- Walter Schmidinger
- Marianne Schönauer
- Gytta Schubert
- Bettina Schwarz
- Heinrich Schweiger
- Mona Seefried
- Marina Senckel
- Helli Servi
- Olivia Silhavy
- Toni Slama
- Kitty Speiser
- Martin Sperr
- Ernst Stankovski
- Elisabeth Stepanek
- Andreas Steppan
- Lena Stolze
- Alexander Strobele
- Otto Tausig
- Florian Teichtmeister
- Curth Anatol Tichy
- Nadja Tiller
- Anne Tismer
- Elisabeth Trissenaar
- Heinz Trixner
- Gerald Uhlig
- Ellen Umlauf
- Markus Völlenklee
- Alexander Wächter
- Michael Wallner
- Christoph Waltz
- Jens Wawrczeck
- Peter Weck
- Heidelinde Weis
- Ilse Werner
- Paula Wessely
- Rudolf Wessely
- Heddy Maria Wettstein
- Bernhard Wicki
- Klaus Wildbolz
- Ulrich Wildgruber
- Herbert Wochinz
- Johanna Wokalek
- Loretta Wollenberg
- Horst Zankl
- Vitus Zeplichal
- August Zirner
- Johannes Zirner
- Heinz Zuber